# Karin Enke
Karin Enke (* 20. Juni 1961 in Dresden) ist eine ehemalige deutsche Eisschnellläuferin. Sie ist mit drei Gold-, vier Silber- und einer Bronzemedaille der erfolgreichste Winterolympionike der DDR und bestimmte in den 1980er Jahren die Weltspitze mit. Ihre drei Olympiasiege bei den Spielen 1980 und 1984 erzielte sie auf drei verschiedenen Distanzen. Bei nationalen Wettkämpfen startete sie für den SC Einheit Dresden.

## Privates
Ihre vier Ehen und die damit verbundenen Namensänderungen sorgten für Aufsehen. So hieß sie von Mai 1981 bis April 1982 Karin Busch, von Juni 1984 bis Juni 1991 Karin Kania, von November 1993 bis März 2009 Karin Enke-Richter. Heute lebt Karin Enke mit ihrem Ehemann Peter Mayer-Enke in der Nähe von Dresden. Aus ihren früheren Ehen hat sie zwei Töchter und einen Sohn. Sie studierte vier Semester Kunstwissenschaften. Sie ist seit dem erfolgreichen Abschluss ihres Studiums der Erziehungswissenschaften an der Technischen Universität Dresden im Juli 2009 Diplom-Pädagogin und arbeitet seit 2014 als Geschäftsführerin der Dresdener „Gesellschaft für gemeindenahe sozialpsychiatrische Versorgung gGmbH“ (Gesop).

## Karriere
Karin Enke begann bereits mit 4½ Jahren mit dem Schlittschuhlaufen und entwickelte sich beim SC Einheit Dresden zu einer Eiskunstläuferin der Meisterklasse. Bei den Eiskunstlauf-Europameisterschaften 1977 erreichte sie den 9. Platz. Trotz dieses beachtlichen internationalen Debüts beschloss sie danach die Sportart zu wechseln und startete in den folgenden Jahren im Eisschnelllauf.
Ihre internationale Eisschnelllauf-Karriere begann Anfang 1980 mit einem bescheidenen 17. Platz bei der Mehrkampf-WM. Schon vier Wochen später wurde sie Weltmeisterin im Sprintvierkampf, zwei Wochen darauf Olympiasiegerin über 500 Meter in Lake Placid. In den folgenden Jahren stieg sie schnell zur dominierenden Läuferin der internationalen Schnelllaufszene auf. In den Siegerlisten wechselte sie sich mit den anderen Spitzenläuferinnen, Christa Rothenburger, Andrea Schöne (Ehrig) und Gabi Zange (Schönbrunn) ab. Aber während Rothenburger eher auf die Sprintstrecken und Schöne auf die längeren Distanzen spezialisiert war und Zange meist die zweiten oder dritten Plätze hinter ihnen belegte, beherrschte Karin Enke alle Strecken. Obwohl sie über die kürzeren und die Mittelstrecke etwas besser war, belegte sie auch über 3000 und später 5000 Meter oft Spitzenplätze. Sie galt lange als beste Allrounderin der Welt, was sie mit elf Weltmeistertiteln (6 × Sprint u. 5 × Mehrkampf) und zehn Weltrekorden (zwischen 1982 und 1987) auf allen Strecken von 500 bis 3000 Meter sowie im Mehrkampf bestätigte. 21 Weltcupsiege vervollständigen ihre Erfolgsbilanz. Bei ihren drei EM-Teilnahmen von 1981 bis 1983 belegte sie jeweils den zweiten Platz. Später überließ sie die Teilnahme ihren Verbandskameradinnen und konzentrierte sich als beste Läuferin auf die bedeutenderen Veranstaltungen wie WM und Olympische Spiele. Als erste Frau lief sie die 1500 Meter unter zwei Minuten. Dieser Weltrekord (1:59:30 min), aufgestellt 1986 auf der Hochgebirgsbahn Medeo (Alma-Ata, Kasachstan) hatte bis weit in die Klappschlittschuh-Ära hinein Bestand und konnte erst 1997 von Catriona LeMay Doan verbessert werden.
Bis zur Ära von Gunda Niemann-Stirnemann war Karin Enke die erfolgreichste deutsche Eisschnellläuferin. Im Gegensatz zu ihrer Nachfolgerin bescheinigten ihr Fachleute einhellig einen ästhetisch perfekten und technisch einen der ausgefeiltesten Laufstile, der Kraft und Schnelligkeit ideal kombinierte. Nach der olympischen Silbermedaille über 1500 Meter 1988 in Calgary und dem anschließenden Weltmeistertitel im Mehrkampf einige Wochen später beendete sie ihre internationale Karriere. Nach der Saison 1987/88 erklärte sie gemeinsam mit ihren Teamkameradinnen Zange und Ehrig den offiziellen Rücktritt der „großen Drei“ des Eisschnelllaufsports.
Karin Enke startete für den früheren SC Einheit Dresden (Nachfolger: ESC Dresden, seit 2001 Eislauf-Verein Dresden) und wurde von Erfolgstrainer Rainer Mund betreut.
Bei der Schlussfeier der Olympischen Winterspiele 1984 in Sarajevo war sie Fahnenträgerin der Mannschaft der DDR und wurde im gleichen Jahr mit dem Vaterländischen Verdienstorden in Gold ausgezeichnet. Zum Abschluss ihrer Sportkarriere erhielt sie 1988 den Orden Stern der Völkerfreundschaft in Gold.

## Weitere Erfolge
Europameisterschaften – Mehrkampf
- 3 × Silber (1981; 1982; 1983)

DDR-Meisterschaften – Mehrkampf
- 2 × Gold (1982; 1983)

DDR-Meisterschaften – Sprint-Mehrkampf
- 2 × Gold (1984; 1986)
- 1 × Silber (1983)

DDR-Meisterschaften – Einzel
- 500 m
  - 3 × Gold (1983; 1984; 1987)
  - 2 × Silber (1986; 1988)
  - 1 × Bronze (1980)
- 1000 m
  - 5 × Gold (1980; 1983; 1984; 1986; 1988)
- 1500 m
  - 3 × Gold (1983; 1984; 1988)
  - 2 × Silber (1980; 1986)
- 3000 m
  - 1 × Gold (1983)
  - 1 × Silber (1986)
- 5000 m
  - 1 × Gold (1983)